# Il branco (film 1977)
Il branco è un film del 1977, diretto dal regista Robert Clouse e tratto dal romanzo omonimo di David Fisher del 1976.

## Trama
Su un'isola situata al largo della California (collegata alla terraferma solamente dai viaggi settimanali di un battello) dove di tanto in tanto si recano pescatori e semplici visitatori, il numero di cani abbandonati dall'uomo diviene sempre più numeroso. Stremati dalla fame, rabbiosi e feroci per la loro condizione di vita, gli animali formano un minaccioso branco con l'intenzione di assalire gli uomini presenti sull'isola. Dopo alcune vittime, il biologo Jerry cerca di trarre una conclusione per poter fronteggiare al meglio il problema, ma si ritrova barricato in casa assieme ad un gruppo di turisti ad affrontare lo spietato branco.

## Produzione

### Cast
L'attore che veste i panni del protagonista Jerry è Joe Don Baker che, ai tempi della realizzazione del film, aveva già alle spalle diverse partecipazioni a celebri serie televisive come ad esempio Bonanza, La grande vallata e Ironside oltre che ad numerosi film tra i quali Le pistole dei magnifici 7, L'ultimo buscadero e Chi ucciderà Charley Varrick?.
Nel film compare anche il celebre caratterista di decine di film western R.G. Armstrong nei panni di Cobb.

### Riprese
Le riprese del film sono state effettuate in California e più precisamente nei pressi di Bodega Bay.

## Promozione
"Non sono più amici dell'uomo" è lo slogan usato per pubblicizzare il film sulle locandine inserite nelle pagine dei quotidiani dell'epoca dedicate alla programmazione cinematografica.

## Distribuzione
La pellicola è stata distribuita nelle sale cinematografiche italiane nel mese di maggio del 1978.

### Data di uscita
Alcune date di uscita internazionali nel corso degli anni sono state:
- 20 novembre 1977 negli Stati Uniti d'America (The Pack)
- 16 maggio 1978 in Svezia (De blodtörstiga)
- 19 maggio 1978 in Germania Ovest (Die Meute)
- 26 maggio 1978 in Italia[6]

## Accoglienza

### Critica
A parte sconsigliarne la visione a chi ama i cani, in una recensione dedicata alla prima visione del film pubblicata su un quotidiano del 1977, viene espresso un giudizio positivo nei confronti della pellicola. L'articolo mette in evidenza l'ottimo lavoro svolto dagli addestratori nel trasformare i migliori amici dell'uomo in credibili bestie feroci capaci di generare il terrore non solo ai protagonisti della pellicola ma anche agli spettatori.

## Curiosità
Nella pellicola di Clint Eastwood della serie Callaghan intitolata Scommessa con la morte del 1988, quando un collega mostra ad Harry e al loro superiore alcuni spezzoni di film, si nota la scena tratta da "Il branco" in cui la compagna del protagonista viene assediata dai cani all'interno della propria automobile.